# Daniel Geale
Daniel Geale (* 26. Februar 1981 in Launceston, Tasmanien) ist ein australischer Boxer und ehemaliger Weltmeister der IBF und WBA im Mittelgewicht.

## Amateurkarriere
Als Amateur gewann er 2000, 2001 und 2002 die Ozeanischen Meisterschaften im Weltergewicht, 2004 auch im Halbmittelgewicht. 2000, 2001, 2002, 2003 und 2004 wurde er zudem Australischer Meister. Darüber hinaus gewann er bei den Commonwealth Games 2002, die Goldmedaille im Weltergewicht. Er nahm im Jahr 2000 an den Olympischen Sommerspielen von Sydney, 2002 am World Cup in Astana und an den Boxweltmeisterschaften 2003 in Bangkok teil, erreichte jedoch keine Medaillenränge.

## Profikarriere
Am 1. Oktober 2004 bestritt er in Southport seinen ersten Profikampf und gewann durch K. o. in Runde 3 gegen den Queensland-Meister Danny Bellert. In seinem nächsten Kampf besiegte er den Westaustralischen Meister Domenic DeVanna durch K. o. in Runde 2 und gewann auch den Rückkampf durch K. o. in der ersten Runde.
Am 16. September 2005 gewann er den Pan-pazifischen Meistertitel der IBF, durch K. o. in der 2. Runde über Steve Douet. Am 22. Oktober folgte der Oriental-pazifische Meistertitel der IBF durch K. o. in Runde 8 über Garry Comer.
Am 14. Dezember 2007 gewann er den Weltmeistertitel der IBO, einem angesehenen aber nicht zu den vier einflussreichsten Weltverbänden (WBA, WBC, IBF, WBO) zählenden WM-Titel. Diesen verlor er in seiner zweiten Titelverteidigung durch eine geteilte Punkteentscheidung an den ehemaligen, zweifachen WBA-Weltmeister Anthony Mundine.
Am 31. Oktober 2010 besiegte er in einem Ausscheidungskampf für die Chance auf den IBF-Titel, den ehemaligen IBF-Weltmeister Roman Karmazin durch K. o. in der 12. Runde. Somit erhielt er das Recht zur Herausforderung des amtierenden IBF-Weltmeisters Sebastian Sylvester. Diesen besiegte er schließlich am 7. Mai 2011 in Neubrandenburg mit 2:1 Richterstimmen.
Seinen WM-Gürtel verteidigte er erstmals am 31. August 2011 in Australien einstimmig nach Punkten gegen Eromosele Albert. Am 7. März 2012 verteidigte er den Titel nach Punkten gegen Osumanu Adama.
Am 1. September 2012 gewann er die Titelvereinigung gegen WBA-Superweltmeister Felix Sturm. Geale entschied sich, zunächst eine freiwillige Titelverteidigung gegen Anthony Mundine zu bestreiten, statt gegen WBA-Pflichtherausforderer Gennadi Golowkin zu boxen. Daraufhin wurde ihm der Titel des WBA-Superweltmeisters wieder aberkannt.
Am 30. Januar 2013 besiegte er Anthony Mundine (44-4), gegen den er 2009 seine bisher einzige Niederlage als Profi erlitten hatte, einstimmig nach Punkten. Seinen IBF-Titel verlor er schließlich am 17. August 2013 knapp nach Punkten an den Briten Darren Barker (25-1).
Am 26. Juli 2014 verlor er durch t.K.o. in der dritten Runde gegen Gennadi Golowkin (29-0). Auf einen Sieg gegen Jarrod Fletcher (18-2) im Dezember 2014, folgte eine Niederlage im Juni 2015 gegen Miguel Cotto (39-4).
Im Oktober 2016 musste er eine vorzeitige Niederlage gegen Renold Quinlan (10-1) hinnehmen.